# Olga Danilović
Olga Danilović (in serbo Олга Даниловић?; Belgrado, 23 gennaio 2001) è una tennista serba.
Nel corso della sua carriera si è aggiudicata due titoli WTA in singolare e altrettanti in doppio, mentre a livello Slam vanta come miglior risultato in singolare gli ottavi di finale disputati all'Open di Francia 2024 e all'Australian Open 2025. Con la vittoria del 250 di Mosca nel 2018, è diventata la prima tennista nata nel nuovo millennio ad essersi aggiudicata un torneo del circuito maggiore. Per quanto riguarda il ranking, in singolare ha raggiunto la 33ª posizione il 5 maggio 2025, mentre in doppio la 104ª posizione il 24 aprile 2023.

## Biografia
Nata il 23 gennaio 2001 a Belgrado, capitale dell'allora Repubblica Federale di Jugoslavia, Olga Danilović è figlia del noto cestista Predrag Danilović e di Svetlana Radošević, reporter per l'emittente radiofonica pubblica Radio-televizija Srbije. La prima di tre figli, ha iniziato a giocare a tennis all'età di 6 anni e riconosce come proprio idolo il connazionale Novak Đoković.
Dal 2023 è sentimentalmente legata al calciatore sloveno Jan Oblak, portiere del Club Atlético de Madrid.

## Carriera
A livello junior, seguita prevalentemente dall'ex tennista Tatjana Ječmenica, ha vinto tre Grandi Slam in doppio: l'Open di Francia nel 2016 in coppia con Paula Arias Manjón, Wimbledon nel 2017 insieme a Kaja Juvan e, sempre nello stesso anno, lo US Open in coppia con Marta Kostjuk. In singolare ha vinto 4 tornei ITF su 6 finali complessive. Nel 2016 ha vinto il Super Bowl sia in singolare che in doppio in coppia con Johana Markova. Nel circuito juniores ha raggiunto la 5ª posizione. Dal novembre del 2016 è professionista, mentre dal 2018 rappresenta la nazionale serba nella Fed Cup (ora Billie Jean King Cup).

### 2017
Allenata da Denis Bejtulahi, prende parte al torneo francese di Limoges, appartenente alla categoria WTA 125. Dopo aver superato agevolmente il primo turno contro Daniela Seguel per 6-2 6-3, viene sconfitta da Sabine Lisicki per 5-7 6(1)-7. A fine anno sceglie come nuovo coach lo spagnolo Juan Lizariturry.

### 2018: primi titoli WTA e top 100
Esordisce nel circuito WTA con la partecipazione al prestigioso torneo di Madrid, dove non va oltre il secondo turno di qualificazioni. 
A Mosca viene sconfitta nell'ultimo turno di qualificazioni da Paula Badosa al terzo set per 3-6, ma viene ripescata come lucky loser. Nel corso del torneo estromette: Anna Karolína Schmiedlová per 6-2 6-4, Kaia Kanepi per 7–6(3) 7-5 e Julia Görges, top 10 e prima testa di serie del torneo, con un doppio 6-3. In semifinale sconfigge la bielorussa Aljaksandra Sasnovič, quinta testa di serie e top 50, per 6-2 5-7 7-5 ed accede alla sua prima finale WTA. Il 29 luglio in finale affronta Anastasija Potapova, la quale partecipa al torneo grazie ad una wild card. Si tratta della prima finale tra tenniste nate negli anni Duemila (entrambe classe 2001). Il match è molto complesso per entrambe le tenniste: nel corso della partita si vedono molti break e contro-break (in totale 14); entrambe effettuano molteplici doppi falli (10 per la serba ed 8 per la russa); tuttavia, la Danilović serve 7 ace contro l'unico dell'avversaria. Inoltre, Olga non sfrutta ben tre match point: uno sul 5-4 nel secondo set sul proprio servizio a causa di un doppio fallo e gli altri due sul 5-4 nel terzo set sul servizio dell'avversaria. Dopo 2 ore e 19 minuti di gioco la Danilović riesce a vincere il suo primo torneo WTA e diventa così la prima tennista nata nel nuovo millennio a vincere un torneo del circuito maggiore. Il risultato del match è di 7-5 6(1)–7 6-4. È la prima volta, dopo Andrea Jaeger nel torneo di Las Vegas nel 1980, che una lucky loser riesce ad aggiudicarsi un torneo del circuito maggiore. Con questa vittoria sale di ben 75 posizioni arrivando al 112º posto del ranking mondiale.
Durante la trasferta moscovita, è stata accompagnata dall'allora capitano della squadra serba di Fed Cup Dejan Vraneš, mentre dopo la vittoria del titolo viene assunto per un breve periodo lo spagnolo Àlex Corretja.
Partecipa alle qualificazioni dello Slam americano, lo US Open, senza riuscire ad andare oltre il secondo turno. Dopo aver vinto contro la canadese Bianca Andreescu (6-3 7-5), viene rimontata da Jaimee Fourlis per 6-4 6(6)-7 2-6. Sale di 4 posizioni nel ranking, diventando la numero 108 del mondo.
Prende parte al torneo di Tashkent dove in singolare esce di scena al secondo turno, in quanto subisce la vendetta di Anastasija Potapova (3-6 3-6). Tuttavia, in coppia con Tamara Zidanšek si aggiudica il torneo di doppio. Durante la corsa al titolo, estromettono in ordine: Nicola Geuer/Bibiane Schoofs per 2-6 6-3 [10-4], Dalila Jakupovič/Vera Lapko per 7-5 6-4, Nao Hibino/Oksana Kalašnikova per 4-6 7-6 [10-4] e Ioana Raluca Olaru/Irina-Camelia Begu per 7-5 6-3. Nel mese di ottobre, raggiunge il suo best ranking alla 96ª posizione mondiale, accedendo contestualmente per la prima volta tra le prime cento al mondo.
Successivamente, non si qualifica per i tornei indoor di Linz e Lussemburgo, sconfitta rispettivamente da Tereza Smitková e Jessika Ponchet. Disputa il torneo 125 di Mumbai, ma viene estromessa subito da Danka Kovinić (6-4 5-7 0-6); in coppia con la stessa  Kovinić raggiunge la semifinale, dove vengono fermate da Barbora Štefková e Bibiane Schoofs (6-3 6-7 [8-10]). A fine anno, viene ufficializzata il coinvolgimento di Petar Popović come suo nuovo allenatore.

### 2019-2020: scarsi risultati e crollo in classifica

#### 2019

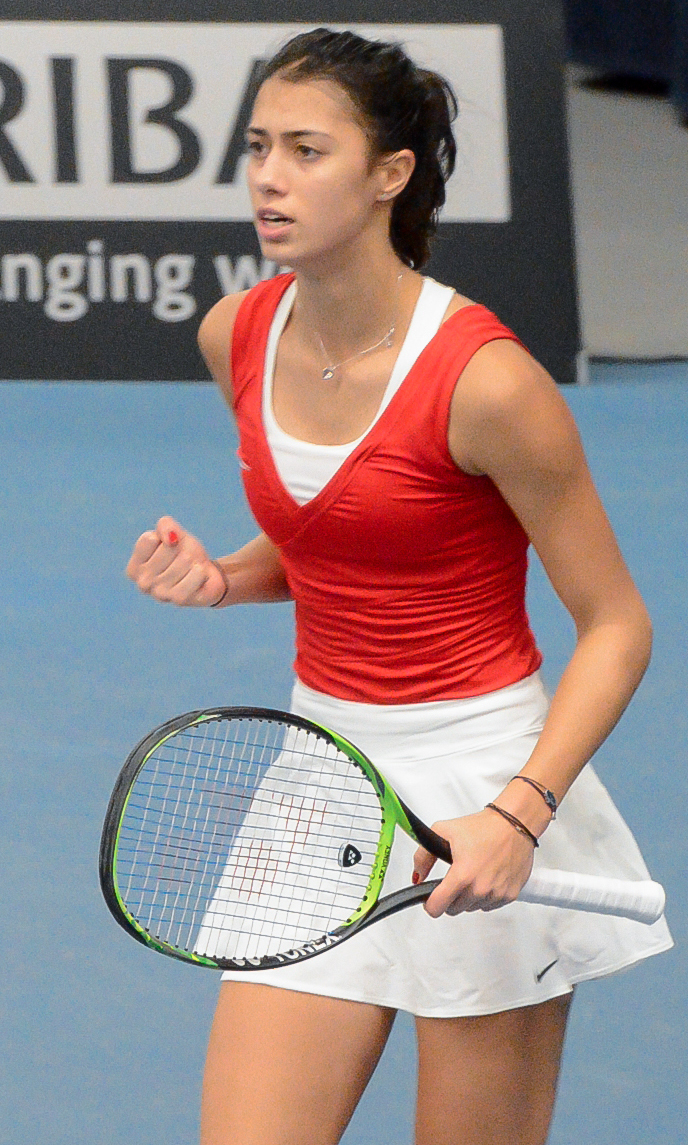
Olga Danilović nel match contro la Croazia durante la Fed Cup 2019

Inizia la stagione 2019 con la sconfitta nelle qualificazioni a Brisbane, mentre in coppia con Anastasija Potapova cede nei quarti di finale alle veterane Peschke/Melichar. In seguito, non accede al tabellone principale degli Australian Open poiché eliminata al primo turno di qualificazioni da Iga Świątek.
Successivamente, perde nettamente al primo turno nel torneo di San Pietroburgo contro Veronika Kudermetova, che le lascia appena tre giochi. In coppia con la connazionale Aleksandra Krunić viene sconfitta dalla coppia russa Margarita Gasparjan/Ekaterina Makarova nei quarti di finale. Nel torneo ungherese di Budapest non va oltre il primo turno, in quanto Iga Świątek ha nuovamente la meglio. Disputa il Challenger di Indian Wells superando in rimonta Caroline Dolehide (4-6 6-3 6-1), prima di venire fermata in tre set da Kristýna Plíšková. Nel Premier Mandatory di Indian Wells, non supera le qualificazioni. Nonostante ciò, si rifà in Messico raggiungendo i quarti di finale nel torneo di categoria 125 di Guadalajara. Qui, si sbarazza di Paula Badosa per 6-4 7-5 e di Anna Blinkova per 6-1 3-6 6-1, per poi cedere contro la favorita Tatjana Maria. A Miami non ottiene vittorie, in quanto viene superata in rimonta da Maria Sakkarī. Stessa sorte le tocca anche a Monterrey e Rabat, mentre a Madrid e nello Slam parigino non va oltre le qualificazioni. In seguito, viene sconfitta da Aleksandra Krunić nel torneo 125 di Bol con il punteggio di 7–6(0) 6-2. Partecipa ad alcuni tornei ITF in Italia e in Gran Bretagna, uscendo di scena rispettivamente al terzo turno (Sara Errani per 6-3 2-6 2-6) e al primo (Martina Di Giuseppe per 7–6(7) 2-6 4-6). Prende parte alle qualificazioni di Wimbledon, ma viene fermata al turno decisivo.
La seconda parte della stagione è costellata di tornei ITF. In Germania raggiunge la finale a Hechingen sbarazzandosi in due set di Lina Ǵorčeska, Jesika Maleckova, Tamara Korpatsch e Marina Mel'nikova; viene sconfitta nell'atto finale da Barbara Haas. In coppia con Georgina García Pérez raggiunge un'altra finale, ma vengono fermate in rimonta da Lina Ǵorčeska e Cristina Dinu. Prende parte ad un altro torneo in Germania, raggiungendo la semifinale, mentre in Austria è costretta al ritiro all'esordio. In singolare, si aggiudica il titolo in Svizzera, perdendo solamente un set, eliminando Julia Grabher in finale. Nel torneo minore ungherese esce di scena al primo turno per mano di Emiliana Arango.
In seguito a questi scarsi risultati, la tennista serba scivola fino alla 187ª posizione del ranking WTA.

#### 2020
Inaugura la stagione 2020 con l'eliminazione al secondo turno di qualificazioni dell'Australian Open, rimandando ancora una volta l'appuntamento con la qualificazione al tabellone principale di uno Slam. Disputa i quarti di finale del torneo Challenger di Indian Wells. Dopodiché, lo scoppio della pandemia di COVID-19 costringe il mondo del tennis ad uno stop di oltre cinque mesi.
Salta lo US Open e torna in campo direttamente sulla terra di Istanbul, dove al primo turno viene estromessa dalla futura campionessa Patricia Maria Țig. A Parigi, Slam eccezionalmente disputato a fine settembre, non supera il primo turno di qualificazioni. Chiude la stagione alla 183ª posizione del ranking WTA.

### 2021: prime vittorie Slam
All'Australian Open Danilović supera per la prima volta tutti e tre i turni di qualificazione ed accede al tabellone principale di uno Slam, nella cui circostanza coglie anche una vittoria nel primo turno contro la 16ª testa di serie Petra Martić, che sconfigge in tre set. Al secondo turno è tuttavia costretta a cedere alla statunitense Shelby Rogers. Torna a qualificarsi nel tabellone principale di un torneo a Miami, dove tuttavia viene sconfitta da Anastasija Sevastova al tie-break del set decisivo.
Fallito il proposito di qualificarsi negli Slam di Parigi e Wimbledon, nel mese di luglio disputa due quarti di finale consecutivi nei tornei 250 di Budapest e Palermo, venendo rispettivamente sconfitta dalla padrona di casa Dalma Gálfi e dalla quarta testa di serie Zhang Shuai. Allo US Open centra la seconda qualificazione nel main draw di uno Slam, imponendosi nel primo turno sulla padrona di casa Alycia Parks. È, tuttavia, costretta a dare forfait prima del match di secondo turno che l'avrebbe vista opporsi alla due volte vincitrice del torneo Naomi Ōsaka.

### 2022: seconda finale WTA in singolare e secondo titolo WTA in doppio
A causa di alcune complicazioni fisiche ritorna in campo solo a maggio, nella cui occasione disputa un torneo ITF in Slovenia. A Parigi supera tutti e tre i turni di qualificazione disputando match di tre set estremamente combattuti: al primo turno dello Slam francese ha la meglio sull'ungherese Dalma Gálfi in tre set, prima di cedere alla 23ª testa di serie Jil Teichmann. Nel torneo 125 di Makarska si spinge fino ai quarti di finale in singolare e fino alla finale nel doppio, in coppia con Aleksandra Krunić.
Ritorna ad esprimere il suo miglior tennis a Losanna, torneo che la rivede ritrovare la finale sia nel singolare che nel doppio. Nel singolare la Danilović si spinge fino all'ultimo atto partendo dalle qualificazioni: infine, è costretta a cedere alla croata Petra Martić che in tal modo vendica la sconfitta subìta a Melbourne l'anno prima. Precedentemente si era imposta su: Misaki Doi, Anna Kalinskaja, Simona Waltert e Anastasija Potapova. Questo risultato le permette di risalire fino alla 106ª posizione, avvicinandosi per la prima volta al best ranking ottenuto nel 2018. Nel doppio affianca la veterana Kristina Mladenovic, con cui vince il secondo titolo nel circuito maggiore in questa specialità. In settembre si aggiudica il primo titolo WTA 125 in doppio a Bari, insieme alla padrona di casa Elisabetta Cocciaretto.

### 2023: terzo turno a Parigi e primo titolo WTA 125 in singolare
Insieme alla russa Aleksandra Panova si spinge fino alla finale del 250 di Lione, venendo sconfitte dalla coppia formata da Cristina Bucșa e Bibiane Schoofs. In singolare disputa i suoi primi sedicesimi di finale a livello Slam a Parigi, venendo sconfitta in rimonta dalla settima testa di serie Ons Jabeur. Alcune settimane più tardi, sempre sul rosso, vince il suo primo titolo di categoria 125 in singolare: lo Swedish Open di Båstad, superando in tre set negli ultimi due turni sia la seconda testa di serie Julija Putinceva che la prima Emma Navarro.

### 2024: ottavi di finale a Parigi e secondo titolo WTA in singolare
Comincia l'anno partecipando alla competizione a squadre United Cup con la Serbia. Nel girone di qualificazione ottiene 2 sconfitte in singolare, ma vince i due doppi misti in coppia prima con Novak Đokovic e in seguito con Hamad Međedović. Con la vittoria dei doppi misti consente alla nazionale serba di conquistare la qualificazione ai quarti di finale del torneo, dove la Serbia viene sconfitta dai padroni di casa australiani. In primavera, colleziona importanti risultati sul rosso europeo: dopo aver disputato le qualificazioni e il primo turno a Madrid, viene battuta da Danielle Collins in rimonta in un match estremamente combattuto, mentre al Roland Garros si spinge fino agli ottavi di finale, vendicando al secondo turno la sconfitta subita contro la top ten Collins e avendo la meglio sulla croata futura medaglia d'argento olimpica Donna Vekić al terzo turno, prima di cedere alla vincitrice di Wimbledon 2023 Markéta Vondroušová. In tal modo, la serba ottiene il suo miglior piazzamento Slam in carriera.
In estate riesce per la prima volta a qualificarsi al tabellone principale di Wimbledon, mentre due settimane più tardi centra la semifinale sul rosso del 250 di Iași, venendo rimontata dalla futura campionessa Mirra Andreeva (6-3, 3-6, 6(1)-7) non sfruttando un vantaggio di 5-2 nel set decisivo e due match point a proprio favore.
Chiude la stagione con la partecipazione al Guangzhou Open, torneo di categoria 250 che si aggiudica battendo nell'ordine: Erika Andreeva, Diane Parry, Mananchaya Sawangkaew, la prima testa di serie Kateřina Siniaková e Caroline Dolehide, cedendo un solo set in semifinale. Si è trattato del secondo titolo WTA in singolare per Danilović, a oltre sei anni di distanza dal precedente, e del primo sul cemento. La vittoria del titolo sul veloce cinese le permette di perfezionare il suo best ranking fino alla 52ª posizione mondiale.

### 2025: ottavi di finale a Melbourne e top 50 in singolare
Grazie agli ottavi di finale raggiunti all'Australian Open, nel corso dei quali coglie la vittoria più prestigiosa della sua carriera contro la settima testa di serie Jessica Pegula, si colloca per la prima volta tra le prime cinquanta del mondo.
Ad Adalia, in Turchia, è testa di serie numero uno al Megasaray Hotels Open, che si aggiudica, vincendo così il secondo torneo della carriera nella categoria 125. Accreditata della testa di serie numero 3, gioca poi il 250 di Rouen, dove approda fino alla finale, persa in due set contro la prima forza del seeding Elina Svitolina.

## Stile di gioco
È una delle tenniste più alte del circuito. Mancina, trova nel servizio (a circa 185 km/h) e nel dritto i suoi colpi migliori.

## Statistiche WTA

### Singolare

#### Vittorie (2)
| Legenda               | Legenda      |
| --------------------- | ------------ |
| Grande Slam (0)       |              |
| Ori Olimpici (0)      |              |
| WTA Finals (0)        |              |
| WTA Elite Trophy (0)  |              |
| Dal 2009 al 2020      | Dal 2021     |
| Premier Mandatory (0) | WTA 1000 (0) |
| Premier 5 (0)         | WTA 1000 (0) |
| Premier (0)           | WTA 500 (0)  |
| International (1)     | WTA 250 (1)  |

| N. | Data            | Torneo                    | Superficie  | Avversaria in finale | Punteggio        |
| 1. | 29 luglio 2018  | Moscow River Cup, Mosca   | Terra rossa | Anastasija Potapova  | 7–5, 6(1)–7, 6–4 |
| 2. | 27 ottobre 2024 | Guangzhou Open, Guangzhou | Cemento     | Caroline Dolehide    | 6–3, 6–1         |

#### Sconfitte (2)
| Legenda              |
| -------------------- |
| Grande Slam (0)      |
| Argenti Olimpici (0) |
| WTA Finals (0)       |
| WTA Elite Trophy (0) |
| Dal 2021             |
| WTA 1000 (0)         |
| WTA 500 (0)          |
| WTA 250 (2)          |

| N. | Data           | Torneo                        | Superficie      | Avversaria in finale | Punteggio   |
| 1. | 16 luglio 2022 | Ladies Open Lausanne, Losanna | Terra rossa     | Petra Martić         | 4–6, 2–6    |
| 2. | 20 aprile 2025 | Open de Rouen, Rouen          | Terra rossa (i) | Elina Svitolina      | 4–6, 6(8)–7 |

### Doppio

#### Vittorie (2)
| Legenda               | Legenda      |
| --------------------- | ------------ |
| Grande Slam (0)       |              |
| Ori Olimpici (0)      |              |
| WTA Finals (0)        |              |
| WTA Elite Trophy (0)  |              |
| Dal 2009 al 2020      | Dal 2021     |
| Premier Mandatory (0) | WTA 1000 (0) |
| Premier 5 (0)         | WTA 1000 (0) |
| Premier (0)           | WTA 500 (0)  |
| International (1)     | WTA 250 (1)  |

| N. | Data              | Torneo                        | Superficie  | Compagna            | Avversarie in finale                  | Punteggio |
| 1. | 29 settembre 2018 | Tashkent Open, Tashkent       | Cemento     | Tamara Zidanšek     | Irina-Camelia Begu Ioana Raluca Olaru | 7–5, 6–3  |
| 2. | 16 luglio 2022    | Ladies Open Lausanne, Losanna | Terra rossa | Kristina Mladenovic | Ulrikke Eikeri Tamara Zidanšek        | w/o       |

#### Sconfitte (2)
| Legenda              |
| -------------------- |
| Grande Slam (0)      |
| Argenti Olimpici (0) |
| WTA Finals (0)       |
| WTA Elite Trophy (0) |
| Dal 2021             |
| WTA 1000 (0)         |
| WTA 500 (0)          |
| WTA 250 (2)          |

| N. | Data            | Torneo                  | Superficie  | Compagna          | Avversarie in finale           | Punteggio        |
| 1. | 7 marzo 2021    | Open de Lyon, Lione     | Cemento (i) | Eugenie Bouchard  | Viktória Kužmová Arantxa Rus   | 6–3, 5–7, [7–10] |
| 2. | 5 febbraio 2023 | Open de Lyon, Lione (2) | Cemento (i) | Aleksandra Panova | Cristina Bucșa Bibiane Schoofs | 6(5)–7, 3–6      |

## Circuito WTA 125

### Singolare

#### Vittorie (2)
| N. | Data           | Torneo                        | Superficie  | Avversaria in finale        | Punteggio        |
| 1. | 15 luglio 2023 | Swedish Open, Båstad          | Terra rossa | Emma Navarro                | 7–6(4), 3–6, 6–3 |
| 2. | 30 marzo 2025  | Megasaray Hotels Open, Adalia | Terra rossa | Victoria Jiménez Kasintseva | 6–2, 6–3         |

### Doppio

#### Vittorie (1)
| N. | Data              | Torneo                  | Superficie  | Compagna               | Avversarie in finale    | Punteggio |
| 1. | 11 settembre 2022 | Open delle Puglie, Bari | Terra rossa | Elisabetta Cocciaretto | Andrea Gámiz Eva Vedder | 6–2, 6–3  |

#### Sconfitte (1)
| N. | Data          | Torneo                  | Superficie  | Compagna          | Avversarie in finale        | Punteggio        |
| 1. | 5 giugno 2022 | Makarska Open, Makarska | Terra rossa | Aleksandra Krunić | Dalila Jakupovič Tena Lukas | 7–5, 2–6, [5–10] |

## Statistiche ITF

### Singolare

#### Vittorie (7)
| Torneo $100.000 (2) |
| Torneo $80.000 (0)  |
| Torneo $75.000 (0)  |
| Torneo $60.000 (2)  |
| Torneo $50.000 (0)  |
| Torneo $40.000 (0)  |
| Torneo $25.000 (1)  |
| Torneo $15.000 (1)  |
| Torneo $10.000 (1)  |

| N. | Data             | Torneo                                                           | Superficie  | Avversaria in finale | Punteggio     |
| 1. | 20 novembre 2016 | GD Tennis Academy, Antalya                                       | Terra rossa | Vivien Juhászová     | 6–2, 6–3      |
| 2. | 26 marzo 2017    | GD Tennis Academy, Antalya                                       | Terra rossa | Julia Grabher        | 6–3, 6–2      |
| 3. | 27 marzo 2018    | Forte Village International Tournament, Santa Margherita di Pula | Terra rossa | Federica Di Sarra    | 6–4, 6–3      |
| 4. | 15 luglio 2018   | Reinert Open, Versmold                                           | Terra rossa | Laura Siegemund      | 5–7, 6–1, 6–3 |
| 5. | 8 settembre 2019 | Montreux Ladies Open, Montreux                                   | Terra rossa | Julia Grabher        | 6–2, 6–3      |
| 6. | 21 maggio 2023   | Open Villa de Madrid, Madrid                                     | Terra rossa | Sara Sorribes Tormo  | 6–2, 6–3      |
| 7. | 13 ottobre 2024  | Women's TEC Cup, Cornellà de Llobregat                           | Cemento     | Arantxa Rus          | 6–2, 6–0      |

#### Sconfitte (3)
| Torneo $100.000 (0) |
| Torneo $80.000 (0)  |
| Torneo $75.000 (0)  |
| Torneo $60.000 (1)  |
| Torneo $50.000 (0)  |
| Torneo $40.000 (0)  |
| Torneo $25.000 (2)  |
| Torneo $15.000 (0)  |
| Torneo $10.000 (0)  |

| N. | Data             | Torneo                                | Superficie  | Avversaria in finale | Punteggio     |
| 1. | 4 novembre 2017  | Open Ciudad de Sant Cugat, Sant Cugat | Terra rossa | Marta Paigina        | 6–2, 4–6, 3–6 |
| 2. | 26 novembre 2017 | Open Ciudad de Valencia, Valencia     | Terra rossa | Irina Maria Bara     | 7–5, 4–6, 0–6 |
| 3. | 11 agosto 2019   | Hechingen Ladies Open, Hechingen      | Terra rossa | Barbara Haas         | 2–6, 1–6      |

### Doppio

#### Vittorie (1)
| Torneo $100.000 (0) |
| Torneo $80.000 (0)  |
| Torneo $75.000 (0)  |
| Torneo $60.000 (0)  |
| Torneo $50.000 (0)  |
| Torneo $40.000 (0)  |
| Torneo $25.000 (0)  |
| Torneo $15.000 (0)  |
| Torneo $10.000 (1)  |

| N. | Data             | Torneo                     | Superficie  | Compagna     | Avversarie in finale              | Punteggio |
| 1. | 19 novembre 2016 | GD Tennis Academy, Antalya | Terra rossa | Berfu Cengiz | Tayisiya Morderger Yana Morderger | 6–4, 6–4  |

#### Sconfitte (3)
| Torneo $100.000 (0) |
| Torneo $80.000 (0)  |
| Torneo $75.000 (0)  |
| Torneo $60.000 (2)  |
| Torneo $50.000 (0)  |
| Torneo $40.000 (0)  |
| Torneo $25.000 (1)  |
| Torneo $15.000 (0)  |
| Torneo $10.000 (0)  |

| N. | Data            | Torneo                                | Superficie  | Compagna              | Avversarie in finale            | Punteggio        |
| 1. | 3 novembre 2017 | Open Ciudad de Sant Cugat, Sant Cugat | Terra rossa | Guiomar Maristany     | Luisa Stefani Renata Zarazúa    | 1–6, 4–6         |
| 2. | 15 luglio 2018  | Reinert Open, Versmold                | Terra rossa | Nina Stojanović       | Pemra Özgen Despina Papamichail | 6–1, 2–6, [4–10] |
| 3. | 11 agosto 2019  | Hechingen Ladies Open, Hechingen      | Terra rossa | Georgina García Pérez | Cristina Dinu Lina Ǵorčeska     | 6–4, 5–7, [7–10] |

## Grand Slam junior

### Doppio

#### Vittorie (3)
| Tornei del Grande Slam  |
| ----------------------- |
| Australian Open (0)     |
| Open di Francia (1)     |
| Torneo di Wimbledon (1) |
| US Open (1)             |

| N. | Data              | Torneo                      | Superficie  | Compagna           | Avversarie in finale                 | Punteggio        |
| 1. | 4 giugno 2016     | Open di Francia, Parigi     | Terra rossa | Paula Arias Manjón | Olesja Pervušina Anastasija Potapova | 3–6, 6–3, [10–8] |
| 2. | 16 luglio 2017    | Torneo di Wimbledon, Londra | Erba        | Kaja Juvan         | Caty McNally Whitney Osuigwe         | 6–4, 6–3         |
| 3. | 10 settembre 2017 | US Open, New York           | Cemento     | Marta Kostjuk      | Lea Bošković Wang Xiyu               | 6–1, 7–5         |

## Risultati in progressione
| Sigla | Risultato               |
| ----- | ----------------------- |
| V     | Vincitore               |
| F     | Finalista               |
| SF    | Semifinalista           |
| O     | Oro olimpico            |
| A     | Argento olimpico        |
| SF    | Bronzo olimpico         |
| QF    | Quarti di Finale        |
| 4T    | Quarto turno            |
| 3T    | Terzo turno             |
| 2T    | Secondo turno           |
| 1T    | Primo turno             |
| RR    | Round Robin             |
| LQ    | Turno di qualificazione |
| A     | Assente                 |
| ND    | Non disputato           |

| Legenda superfici    |
| -------------------- |
| Cemento              |
| Terra battuta        |
| Erba                 |
| Superficie variabile |

### Singolare
- Aggiornato a fine Australian Open 2025.

| Torneo                 | 2018    | 2019    | 2020          | 2021          | 2022          | 2023          | 2024    | 2025 | Titoli     | V–S        |            |
| ---------------------- | ------- | ------- | ------------- | ------------- | ------------- | ------------- | ------- | ---- | ---------- | ---------- | ---------- |
| Tornei del Grande Slam |         |         |               |               |               |               |         |      |            |            |            |
| Australian Open        | A       | Q1      | Q2            | 2T            | A             | Q3            | Q2      | 4T   | 0 / 2      | 4–2        |            |
| Open di Francia        | A       | Q2      | Q1            | Q1            | 2T            | 3T            | 4T      |      | 0 / 3      | 6–3        |            |
| Wimbledon              | A       | Q3      | ND            | Q1            | A             | Q1            | 1T      |      | 0 / 1      | 0–1        |            |
| US Open                | Q2      | Assente | Assente       | 2T            | Q1            | Q1            | Q1      |      | 0 / 1      | 1–0        |            |
| Vittorie–sconfitte     | 0–0     | 0–0     | 0–0           | 2–1           | 1–1           | 2–1           | 3–2     | 3–0  | 0 / 7      | 11–5       |            |
| WTA 1000               |         |         |               |               |               |               |         |      |            |            |            |
| Doha                   | A       | 500     | A             | 500           | A             | 500           | A       |      | 0 / 0      | 0–0        |            |
| Dubai                  | 500     | A       | 500           | A             | 500           | Q1            | A       |      | 0 / 0      | 0–0        |            |
| Indian Wells           | A       | Q1      | ND            | Assente       | Assente       | 1T            | A       |      | 0 / 1      | 0–1        |            |
| Miami                  | A       | 1T      | ND            | 1T            | A             | Q1            | A       |      | 0 / 2      | 0–2        |            |
| Madrid                 | Q2      | Q1      | ND            | Assente       | Assente       | Q1            | 2T      |      | 0 / 1      | 1–1        |            |
| Roma                   | Assente | Assente | Assente       | Assente       | Assente       | Q1            | Q2      |      | 0 / 0      | 0–0        |            |
| Montréal / Toronto     | Assente | Assente | ND            | Assente       | Assente       | Assente       | Assente |      | 0 / 0      | 0–0        |            |
| Cincinnati             | Assente | Assente | Assente       | Assente       | Assente       | Assente       | Assente |      | 0 / 0      | 0–0        |            |
| Pechino                | Assente | Assente | Non disputato | Non disputato | Non disputato | Assente       | Assente |      | 0 / 0      | 0–0        |            |
| Wuhan                  | Assente | Assente | Non disputato | Non disputato | Non disputato | Non disputato | A       |      | 0 / 0      | 0–0        |            |
| Carriera               |         |         |               |               |               |               |         |      |            |            |            |
| Tornei giocati         | 2       | 5       | 1             | 7             | 3             | 5             | 6       | 2    | 31         | 31         |            |
| Titoli                 | 1       | 0       | 0             | 0             | 0             | 0             | 1       | 0    | 2          | 2          |            |
| Finali                 | 1       | 0       | 0             | 0             | 1             | 0             | 1       | 0    | 3          | 3          |            |
| Cemento V–S            | 1–1     | 0–4     | 0–1           | 2–3           | 0–1           | 0–2           | 5–0     | 3–2  | 1 / 16     | 11–14      |            |
| Terra V–S              | 5–0     | 0–1     | 0–0           | 4–3           | 5–2           | 2–3           | 7–4     | 0–0  | 1 / 14     | 23–13      |            |
| Erba V–S               | 0–0     | 0–0     | 0–0           | 0–0           | 0–0           | 0–0           | 0–1     | 0–0  | 0 / 1      | 0–1        |            |
| Totale V–S             | 6–1     | 0–5     | 0–2           | 6–6           | 5–3           | 2–5           | 12–5    | 3–2  | 2 / 31     | 34–28      |            |
| Ranking di fine anno   | 103     | 187     | 183           | 131           | 150           | 116           | 53      |      | $1.717.179 | $1.717.179 | $1.717.179 |

Note
1. ↑  Il ritiro nel secondo turno non viene considerato una sconfitta.
2. 1 2  Il Dubai Tennis Championships e il Qatar Ladies Open di Doha si scambiarono frequentemente lo status tra evento Premier ed evento Premier 5 dal 2009 al 2020, mentre dal 2021 al 2023 tra evento WTA 1000 e WTA 500. Dal 2024 vengono disputati entrambi come eventi WTA 1000.

N.B.: Nel calcolare vittorie e sconfitte non sono state prese in considerazione quelle maturate nei turni di qualificazione e nei tornei WTA 125.

## Vittorie contro giocatrici Top 10
| Stagione | 2018 | 2019-2023 | 2024 | 2025 | Totale |
| Vittorie | 1    | 0         | 1    | 1    | 3      |

| #    | Giocatrice       | Ranking | Evento                     | Superficie  | Turno | Punteggio        | Rank. ODR |
| ---- | ---------------- | ------- | -------------------------- | ----------- | ----- | ---------------- | --------- |
| 2018 |                  |         |                            |             |       |                  |           |
| 1.   | Julia Görges     | 10      | Moscow Cup, Mosca          | Terra rossa | QF    | 6–3, 6–3         | 187       |
| 2024 |                  |         |                            |             |       |                  |           |
| 2.   | Danielle Collins | 10      | Open di Francia, Parigi    | Terra rossa | 2T    | 6(3)–7, 7–5, 6–4 | 125       |
| 2025 |                  |         |                            |             |       |                  |           |
| 3.   | Jessica Pegula   | 6       | Australian Open, Melbourne | Cemento     | 3T    | 7–6(3), 6–1      | 55        |